# Peerapong Pichitchotirat
Peerapong Pichitchotirat (thailändisch พีรพงศ์ พิชิตโชติรัตน์, * 28. Juni 1984 in Ratchaburi), auch als Benz (thailändisch เบนซ์) bekannt, ist ein ehemaliger thailändischer Fußballspieler.

## Karriere
Peerapong Pichitchotirat erlernte das Fußballspielen in der Schulmannschaft des King’s College, in der Jugend von Nakhon Pathom United FC, sowie in der Universitätsmannschaft der Mahidol University. Seinen ersten Vertrag unterschrieb er 2007 bei Bangkok Glass. Die Saison 2014 wurde er an den Erstligisten Chiangrai United ausgeliehen. Für den Verein aus Chiangrai spielte er 19 Mal in der ersten Liga. Nach 267 Spielen und 18 Toren wechselte er 2019 zu Chiangrai United. Mit Chiangrai wurde er 2019 thailändischer Fußballmeister. 2020 verließ er den Club und schloss sich wieder seinem ehemaligen Club, dem Erstligaaufsteiger BG Pathum United FC (ehemals Bangkok Glass FC) aus Pathum Thani, an. Nach einer überragenden Saison 2020/21 wurde BG am 24. Spieltag mit 19 Punkten Vorsprung thailändischer Fußballmeister. Nach sieben Erstligaspielen für den Meister wechselte er zur Saison 2021/22 zum Zweitligaaufsteiger Raj-Pracha FC. Im August 2021 kam er wieder zu seinem vorherigen Verein BG Pathum Thani. In seiner letzten Saison absolvierte er sechs Erstligaspiele.
Am 1. Juni 2022 beendete er seine Karriere als Fußballspieler.

## Erfolge
Bangkok Glass/BG Pathum United FC
- Thai League

Meister: 2020/21
Vizemeister: 2021/22
- FA Cup: 2014
- Queen’s Cup: 2010
- Singapore Cup: 2010
- Thai Super Cup: 2009

Chiangrai United
- Thai League: 2019